# Союз МС-09
«Союз МС-09» — российский транспортный пилотируемый космический корабль, старт которого состоялся 6 июня 2018 года с космодрома Байконур. 8 июня, после двухсуточной схемы сближения, корабль пристыковался к международной космической станции, участники экспедиции МКС-56/57 перешли на борт МКС.
30 августа 2018 года было зафиксировано падение давления воздуха внутри МКС. В бытовом отсеке «Союза МС-09» было обнаружено просверленное отверстие, которое вскоре было загерметизировано. Происшествие не помешало успешному возвращению экипажа на Землю 20 декабря 2018 года. 18 сентября 2019 года Роскосмос сообщил, что причина появления отверстия найдена, но не будет опубликована.
Это был 136-й пилотируемый полёт корабля «Союз» с 1967 года.

## Экипаж
| Космонавт               | Должность                                                        | # полёта        | Корпорация      |                 |                 |                 |
| Основной экипаж         | Основной экипаж                                                  | Основной экипаж | Основной экипаж | Основной экипаж | Основной экипаж | Основной экипаж |
| ----------------------- | ---------------------------------------------------------------- | --------------- | --------------- | --------------- | --------------- | --------------- |
| Сергей Прокопьев        | Командир ТПК «Союз МС», бортинженер МКС-56/57                    | 1               | Роскосмос       |                 |                 |                 |
| Александр Герст         | Бортинженер-1 ТПК «Союз МС», бортинженер МКС-56, командир МКС-57 | 2               | ЕКА             |                 |                 |                 |
| Серина Ауньон-Чэнселлор | Бортинженер-2 ТПК «Союз МС», бортинженер МКС-56/57               | 1               | НАСА            |                 |                 |                 |
| Дублёры                 |                                                                  |                 |                 |                 |                 |                 |
| Олег Кононенко          | Командир экипажа                                                 | 4               | Роскосмос       |                 |                 |                 |
| Давид Сен-Жак           | Бортинженер-1                                                    | 1               | ККА             |                 |                 |                 |
| Энн Макклейн            | Бортинженер-2                                                    | 1               | НАСА            |                 |                 |                 |

В 2016—2017 годах подготовку в ЦПК имени Ю. А. Гагарина в качестве бортинженера-2 ТПК «Союз МС» и бортинженера МКС основного экипажа ТПК «Союз МС-09» проходила астронавт НАСА Джанетт Эппс. 17 декабря 2017 года во время старта ТПК «Союз МС-07» она была дублёром бортинженера-2 корабля. 18 января 2018 года Джанетт Эппс была выведена из состава основного экипажа «Союз МС-09» по личным обстоятельствам, вместо неё в состав экипажа была назначена астронавт Серина Ауньён-Чэнселлор.
19 мая 2018 года космонавты и астронавты основного и дублирующего экипажей транспортного пилотируемого корабля «Союз МС-09» и экспедиций МКС-56/57 прибыли на космодром Байконур для прохождения заключительного этапа предстартовой подготовки к космическому полёту.

## Полёт

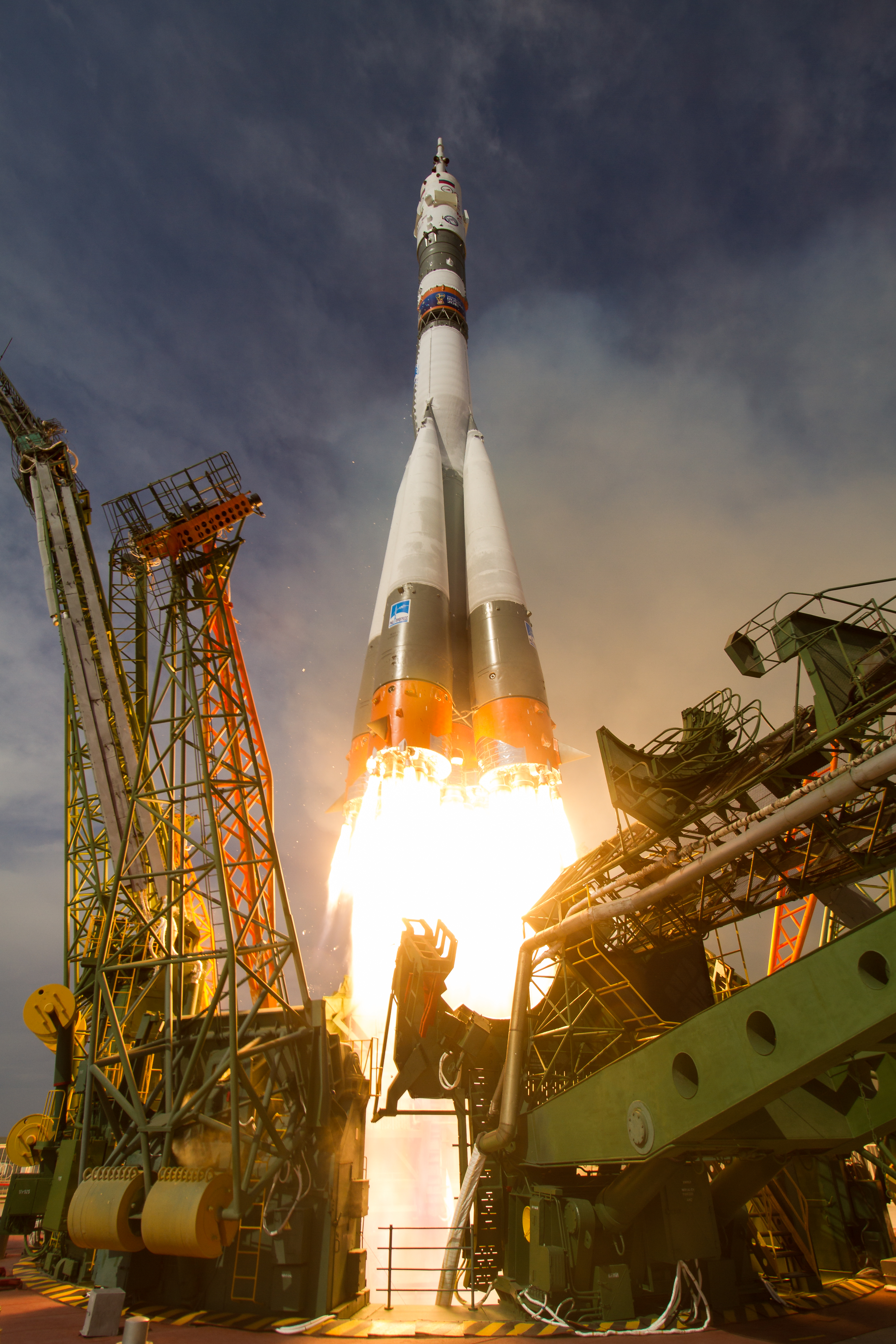
Пуск РН «Союз-ФГ» с ТПК «Союз МС-09»

Пуск ракеты-носителя «Союз-ФГ» с ТПК «Союз МС-09» состоялся 6 июня 2018 года в 14:12 мск с пусковой установки площадки № 1 («Гагаринский старт») космодрома Байконур. Сближение с МКС и стыковка корабля к малому исследовательскому модулю «Рассвет» (МИМ1) проводились в автоматическом режиме по двухсуточной схеме. Стыковка корабля со станцией состоялась 8 июня 2018 года в 16:01 мск. Члены экипажа перешли на станцию, где их встретили участники космической экспедиции МКС-56 и члены экипажа ТПК «Союз МС-08» Олег Артемьев, Эндрю Фойстел и Ричард Арнольд, которые находились на станции с марта 2018 года.

### Нештатная ситуация
В ночь c 29 на 30 августа 2018 года средствами объективного контроля сотрудники центра управления полётами зафиксировали падение давления воздуха внутри МКС. Космонавтов не будили. Утром экипаж станции провёл обследование всех модулей станции с поочередной герметизаций отсеков. Космонавты Прокофьев и Артемьев, при помощи специального ультразвукового устройства обнаружили на стенке бытового отсека корабля «Союз МС-09» за находящимся в нём АСУ (ассенизационно-санитарное устройство) просверленное отверстие размером около 2 мм со следами сверления на окружающей отверстие поверхности. Космонавт С. Прокопьев загерметизировал повреждение с помощью медицинского бинта и эпоксидной смолы, после чего давление воздуха на станции было восстановлено до заданных параметров.

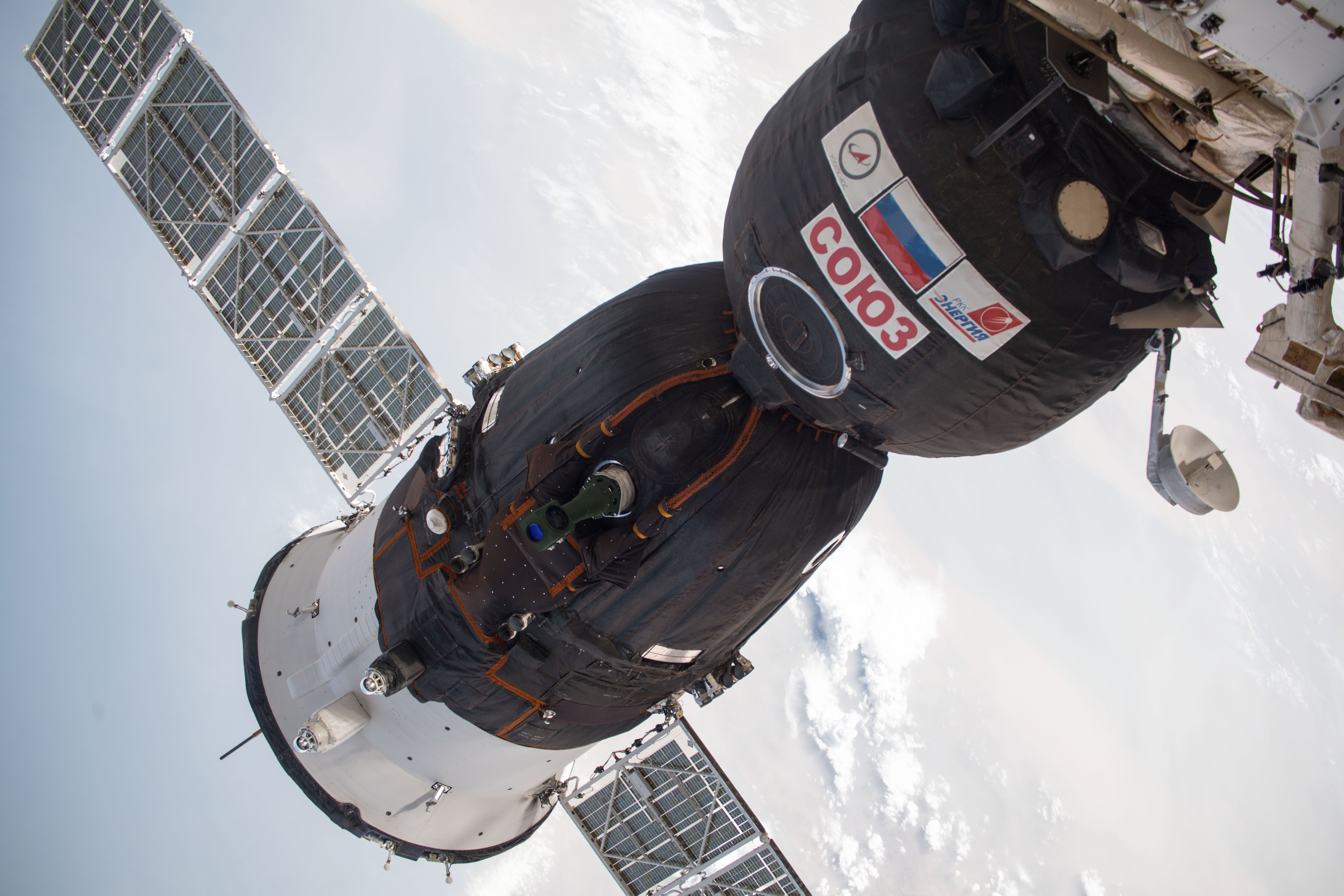
ТПК «Союз МС-09» пристыкован к модулю «Рассвет» МКС

Из специалистов госкорпорации «Роскосмос», РКК «Энергия», ЦНИИмаш была сформирована специальная комиссия по изучению и устранению сложившейся нештатной ситуации. Российским космонавтам было поручено собрать все доказательства появления отверстия в корабле, которые могли бы помочь расследованию. Позже, в октябре 2018 года, пылефильтр из корабля «Союз МС-09», а также пробы с внутренней поверхности его бытового отсека и со скафандров экипажа, которые хранились в этом отсеке, были доставлены на землю кораблём «Союз МС-08» и переданы криминалистам.
11 сентября Госкорпорация «Роскосмос» сформировала под руководством первого заместителя генерального директора корпорации Николая Севастьянова специальную комиссию по расследованию нештатной ситуации, связанной с утечкой воздуха, возникшей на борту корабля «Союз МС-09». Рассматривались три версии о месте появления просверленного отверстия в корабле: в цехах РКК «Энергия», на Байконуре и на орбите. Комиссия запланировала на 15 ноября, во время планового выхода в открытый космос, обследование российскими космонавтами повреждений с внешней стороны корабля.
Из-за аварии РН «Союз-ФГ» с ТПК «Союз МС-10» 11 октября 2018 года выход космонавтов в открытый космос для обследования повреждения с внешней стороны корабля ТПК «Союз МС-09» был перенесён на декабрь. Возвращение экипажа корабля «Союз МС-09» на Землю, ранее запланированное на 13 декабря, было перенесено на 20 декабря 2018 года.

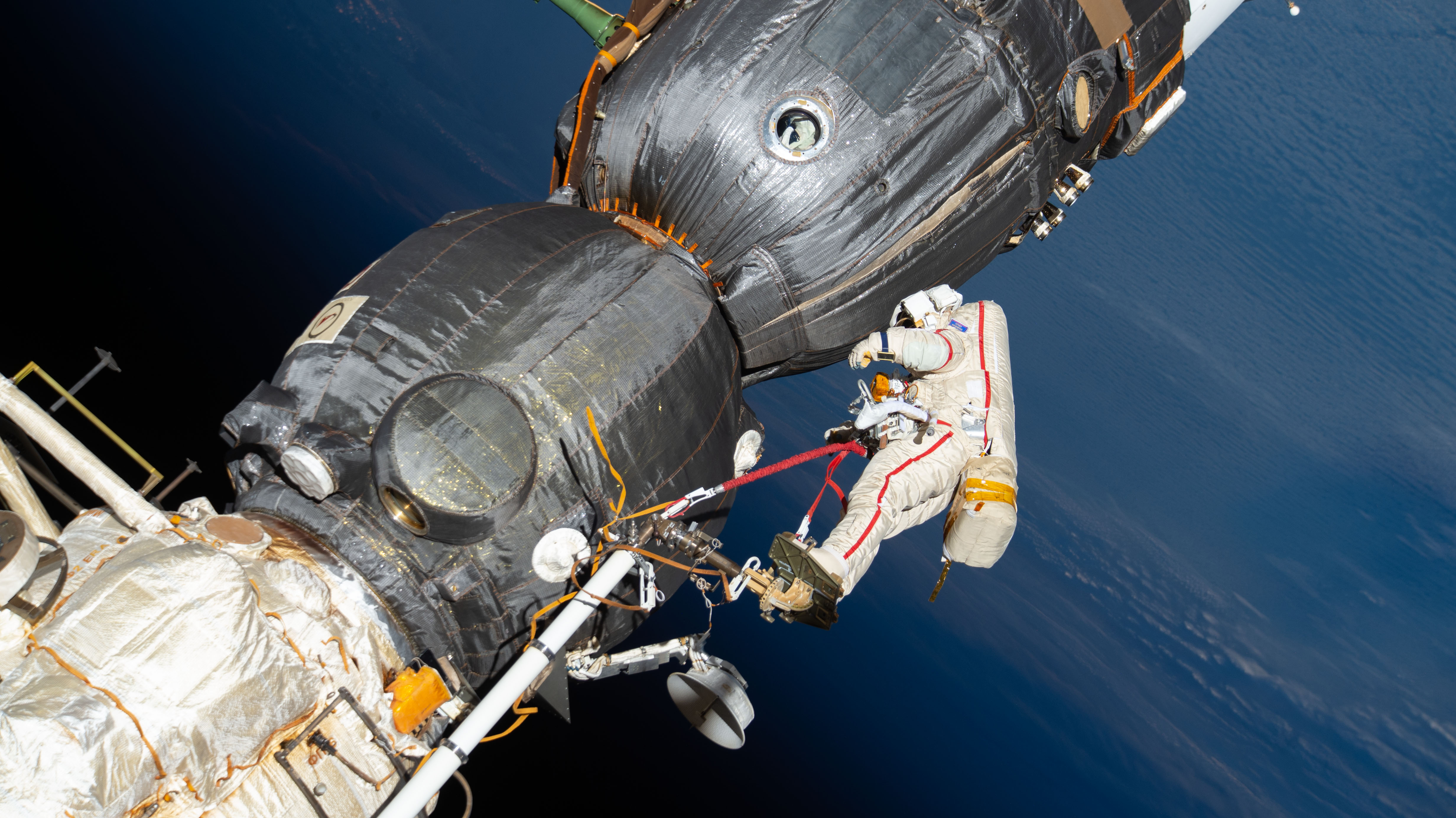
Космонавт О. Кононенко осматривает внешнюю поверхность ТПК «Союз МС-09»

3 декабря 2018 года к МКС пристыковался транспортный пилотируемый корабль «Союз МС-11» с тремя членами экипажа на борту: Олегом Кононенко, Давидом Сен-Жаком и Энн Макклейн. 11 декабря 2018 года российские космонавты Олег Кононенко и Сергей Прокопьев совершили выход в открытый космос для обследования внешней обшивки корабля «Союз МС-09». Продолжительность выхода составила 7 часов 45 минут. Космонавты вскрыли экранно-вакуумную теплоизоляцию и микро-метеоритную защитную панель. На внешней поверхности бытового отсека корабля космонавты обнаружили небольшое отверстие, которое не представляло никакой опасности для экипажа МКС и не угрожало безопасности экипажа корабля при его возвращении на Землю.

### Посадка

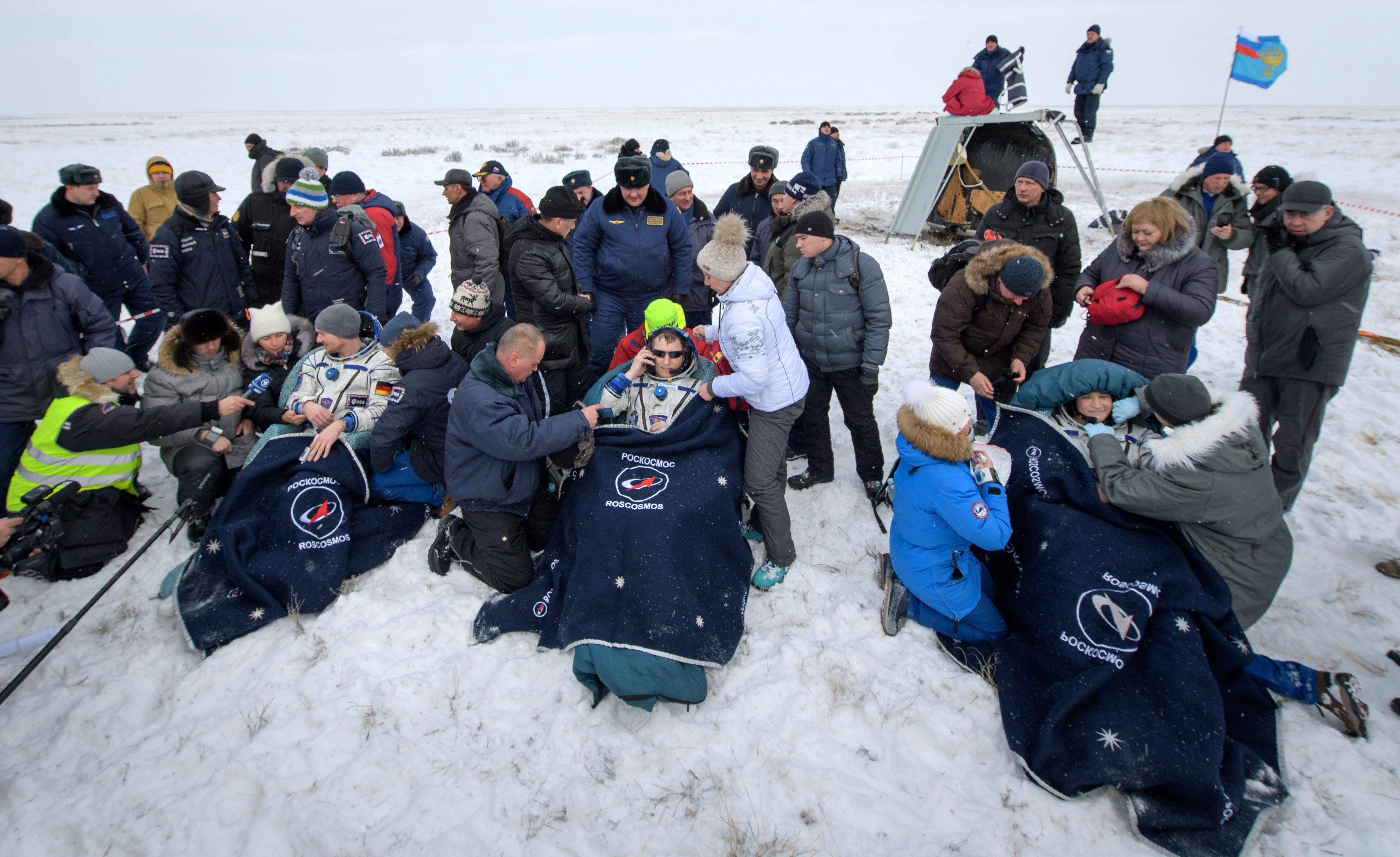
Экипаж ТПК «Союз МС-09» после посадки на Землю (20 декабря 2018)

20 декабря 2018 года в 8:02 мск спускаемый аппарат с космонавтом Роскосмосa Сергеем Прокопьевым, астронавтом ESA Александром Герстом и астронавтом NASA Сериной Ауньён-Чэнселлор совершил посадку в Казахстане в 147 км юго-восточнее города Жезказган. Во время спуска с орбиты возникли проблемы с системой связи между кораблём и ЦУПом. Командир корабля Сергей Прокопьев задействовал для переговоров с Землей дублирующую систему связи своего скафандра. Параллельно с Прокопьевым репортаж о процессе посадки вёл астронавт ЕКА Александр Герст. Самочувствие вернувшихся на Землю членов экипажа было хорошим. Продолжительность пребывания в космическом полёте экипажа длительной экспедиции МКС-56/57 составила 197 суток.

### Расследование нештатной ситуации
В декабре 2018 года следственные органы приступили к изучению материалов по делу о повреждении в «Союзе МС-09», которые вернул экипаж корабля на Землю 20 декабря. Была запланирована материаловедческая экспертиза проб и материалов, взятых в ходе выхода в открытый космос российскими космонавтами Олегом Кононенко и Сергеем Прокопьевым, с обшивки корабля. Следователи опросили космонавта Олега Артемьева (бортинженер экспедиции МКС-56) по делу о повреждении ТПК «Союза МС-09».
24 декабря 2018 года на послеполётной конференции в ЦПК имени Ю. А. Гагарина космонавт Сергей Прокопьев заявил, что отверстие в бытовом отсеке ТПК «Союза МС-09» было просверлено изнутри корабля.
25 марта 2019 года глава Роскосмоса Дмитрий Рогозин заявил, что «в бытовом отсеке корабля „Союз МС-09“ обнаружили следы металлической пыли от сверления, „Роскосмос“ проведёт эксперимент на орбите, чтобы выяснить, на Земле или в космосе появилось отверстие в обшивке корабля».
18 сентября 2019 года Дмитрий Рогозин сообщил, что Роскосмос выяснил причину появления отверстия, но она не будет опубликована, и что есть договорённость с НАСА о неразглашении результатов расследования.
В апреле 2021 года член-корреспондент РАН и космонавт Олег Атьков сообщил, что проблема возникла из-за присутствия в экипаже женщины, человека с психологическим срывом, у которого в школе не было уроков труда.  Эта версия рассматривалась с сентября 2018 года. Диагноз астронавт узнала во время планового медицинского осмотра на МКС, и по приземлении была соавтором научной статьи 2019 года о влиянии невесомости на развитие тромбообразований у астронавтов МКС. Версию поддержал авиакосмический эксперт Вадим Лукашевич, добавив, что кроме договорённости Роскосмоса и НАСА действует медицинская тайна и защита частной жизни.
Анонимный сотрудник Роскосмоса, отметил несколько обстоятельств происшествия: 1) заболевание у астронавта, которое могло вызвать нервный срыв; 2) во время инцидента была отключена видеокамера на стыке российского и американского сегментов; 3) российские космонавты после инцидента прошли проверку на полиграфе, а американские астронавты проходить её отказались; 4) у Роскосмоса не было возможности изучить инструмент и сверла на борту МКС, проверив их на наличие металлической стружки от корпуса корабля; 5) из 8 отверстий только одно было сквозное. Остальные насверлены с отскоками сверла, что говорит о сверлении именно в условиях невесомости без необходимого упора. Одно отверстие было сделано в шпангоут (поперечное ребро корпуса судна), то есть сверлил кто-то, не проходивший подготовку по устройству корабля «Союз МС».
В августе Дмитрий Рогозин заявил, что Роскосмос, не обвиняет американского астронавта Серину Ауньён-Чэнселлор и что организация не хочет препятствий для дальнейшего сотрудничества с НАСА. При этом были проверены и исключены все версии о причастности к инциденту сборщиков на Земле. Помощник главы НАСА по пилотируемым полетам Кэти Лидерс заявила, что предположения о психологических и медицинских проблемах у астронавтов НАСА на МКС, якобы побудивших Ауньон-Чэнселлор просверлить отверстие, не заслуживают доверия.
26 ноября 2021 года Роскосмос сообщил, что результаты расследования передали правоохранителям.

## Эмблемы экипажа
Круглая форма эмблемы экипажа ТПК «Союз МС-09» символизирует форму земного шара, внутри которого видна гора Белуха: самая высокая вершина Алтая, представляющий позывной экипажа. Трио белых лебедей, летящих над землёй на Международной космической станции, символизирует трёх членов экипажа. Шесть звёзд на чёрном фоне космоса — 6 членов экипажа длительной экспедиции на МКС. В верхней части герба отображается золотой силуэт орбитальной станции. Ниже размещаются номера основных экспедиций такого же оттенка. Логотип Роскосмоса находится в середине надписи «Союз МС-09». Имена членов экипажа помещаются вдоль внутренней эмблемы, фамилия командира экипажа размещена под космическим кораблём «Союз». На первоначальном варианте эмблемы фигурировала фамилия Джанетт Эппс, но из-за изменения в составе экипажа она была заменена на С. Ауньон-Чэнселлор. Внешняя граница эмблемы состоит из национальных флагов космонавтов. Разработчик эмблемы — Luc van den Abeelen.
Силуэты белых лебедей подчеркивают службу командира экипажа на самолёте Ту-160, имеющем название среди лётчиков «Белый лебедь».

Эмблема экспедиции МКС-56

Эмблема экспедиции МКС-57

Эмблемы экипажа и экспедиций